# Augustine Brohan
Pour les articles homonymes, voir Brohan.
Augustine Brohan, née le 2 décembre 1824 à Paris 11e et morte le 15 février 1893 à Paris 8e, est une actrice, journaliste, dramaturge et salonnière française.

## Biographie
Fille de Suzanne Brohan et sœur de Madeleine Brohan, elle entre jeune au Conservatoire et obtient un second prix de comédie en 1839 puis le premier prix en 1840.
Elle fait ses débuts à la Comédie-Française, le 19 mai 1841, dans le rôle de Dorine, du Tartuffe, alors âgée de seulement dix-sept ans, et en devient sociétaire deux ans plus tard. Elle incarne tour à tour les soubrettes délurées et les grandes coquettes, Martine des Femmes savantes et le Caprice, Marinette et mademoiselle de Belle-Isle, Nicole du Bourgeois gentilhomme, et Suzanne du Mariage de Figaro. Elle a été pour beaucoup de dans la remise à la mode du théâtre de Marivaux.
Lors d’un voyage à Londres au printemps 1847, Louis-Napoléon Bonaparte lui fait très bon accueil. De retour à Paris,  à l’époque où le choléra sévissait avec le plus de rigueur, elle fait preuve d’un dévouement surhumain digne des filles de saint Vincent de Paul. Elle demeurait alors sur le boulevard du Montparnasse. Elle y tient un salon réputé attirant tout le monde littéraire, artistique ou politique de Paris, devient la confidente des amours de Musset, l’amour de Prosper Mérimée et un temps l’égérie de Balzac. Esprit étincelant, nombre de ses mots ont été cités, mais on lui en a prêté beaucoup d’autres, et il est difficile de dire lesquels sont vrais. Eugène de Mirecourt, par exemple, n’a pas été des plus heureux dans le choix des réparties qu’il a attribuées à cette actrice. Parmi ceux qu’on peut tenir pour authentiques, il en est de cyniques, voire de cruels, mais tous sont la marque d’un esprit fin et observateur.
Elle publie en 1849 un proverbe en un acte et en prose, Compter sans son hôte, représenté à la Comédie Française le 1er mai 1849. Elle publie d’autres petites pièces de théâtre pendant les années suivantes, Quitte ou double, Il faut toujours en venir là… réunies en 1888 dans un recueil, Piécettes, en particulier le proverbe Qui femme a, guerre a, représenté 26 fois au total à la Comédie Française, en 1859 et 1860.  Elle est également l’autrice d’une comédie, les Métamorphoses de l’amour.
En 1857, elle commence à écrire une chronique dans Le Figaro sous le pseudonyme de « Suzanne » d’après le prénom de sa mère, à laquelle elle ressemblait d’une façon si frappante qu’en l’apercevant on croyait voir reparaitre la grande actrice de 1830. Son esprit étincelant lui valant beaucoup d’ennemis, entre autres du fait de ses chroniques pleines de portraits âpres qui ont soulevé de véritables tempêtes. Il y a eu de vives ripostes, des provocations même, et une assez dure prise à partie par Alexandre Dumas père, en défense de Victor Hugo, alors proscrit, et qu’Augustine Brohan avait tenté de rendre ridicule, oubliant que le grand public veut ignorer les faiblesses et les petitesses des hommes de génie. Dumas ira jusqu’à écrire à Adolphe Simonis Empis pour demander son remplacement à la Comédie-Française. Devant les représailles sévères de la presse et des gens de lettres, elle renonce au journalisme et obtient la chaire de Rachel au Conservatoire.
Malgré les triomphes qu’elle a remporté sur la scène, elle n’a jamais aimé le monde du théâtre. Elle avait, ses petits potins, ses petites intrigues, ses petits complots de coulisses en horreur, ayant vu sa mère quitter prématurément les planches, écœurée des médisances de ce milieu jaloux et étroit. Dès qu’elle l’a pu, en 1858, elle a pris sa retraite et n’a pas tardé à se marier, en 1868, avec un ancien secrétaire de la légation de Belgique à Paris, le baron Edmond David de Gheest.
Devenue veuve, peu de temps après son mariage, elle s’était consacrée tout entière à l’éducation de son fils. Ayant quitté le théâtre depuis bien des années, ses dernières années se sont écoulées dans une retraite obscure. Elle vivait retirée dans son hôtel de la rue Lord Byron, paralytique et presque aveugle, après avoir toute sa vie souffert d’une mauvaise vue. Elle a succombé à une paralysie générale compliquée de pneumonie. À l’issue de ses obsèques, célébrées en l’église Saint-Philippe-du-Roule, elle a été inhumée dans le caveau familial à Fresnes, où sa mère avait une maison de campagne.

## Théâtre

### Carrière à la Comédie-Française
Entrée en 1841
Nommée 261e sociétaire en 1843
Départ en 1867
- 1841 : Tartuffe de Molière : Dorine
- 1841 : George Dandin de Molière : Claudine
- 1842 : Oscar ou le Mari qui trompe sa femme d'Eugène Scribe et  Charles Duveyrier : Mariette
- 1842 : Le Dernier marquis de Hippolyte Romand : Marguerite
- 1843 : Les Burgraves de Victor Hugo : Lupus
- 1843 : L'Art et le métier de Victor Masselin et Xavier Veyrat : Mme Saint-Phal
- 1843 : Les Deux ménages de Louis-Benoît Picard, Alexis Wafflard et Fulgence de Bury : Mme Bourdeuil
- 1843 : La Tutrice ou l'Emploi des richesses d'Eugène Scribe et Paul Duport : Florette
- 1844 : Phèdre de Jean Racine : Ismène
- 1844 : Le Mariage de Figaro de Beaumarchais : Fanchette
- 1844 : Le Béarnais de Ferdinand Dugué : Pandore
- 1845 : La Tour de Babel de Pierre-Chaumont Liadières : Juliette
- 1845 : L'Enseignement mutuel de Charles-Louis-François Desnoyer : Georgette
- 1845 : Le Mariage de Figaro de Beaumarchais : Suzanne
- 1845 : Un homme de bien d'Émile Augier : Rose
- 1845 : La Famille Poisson ou les Trois Crispin de Joseph-Isidore Samson : Marianne
- 1846 : La Chasse aux fripons de Camille Doucet : Aline
- 1846 : Don Gusman ou la Journée d'un séducteur d'Adrien Decourcelle : Paquita
- 1847 : L'Ombre de Molière de Jules Barbier : la comédie légère
- 1847 : Dom Juan ou le Festin de pierre de Molière : Charlotte
- 1847 : Scaramouche et Pascariel de Michel Carré : Colombine
- 1847 : Pour arriver d'Émile Souvestre : Clara
- 1847 : Les Aristocraties d'Étienne Arago : Camille
- 1847 : Un château de cartes de Jean-François-Alfred Bayard : Hortense
- 1848 : La Marinette ou le Théâtre de la farce d'Adrien Decourcelle : la Marinette
- 1848 : Le roi attend de George Sand : Laforêt
- 1848 : La Vieillesse de Richelieu d'Octave Feuillet et Paul Bocage : Florine
- 1849 : Bon gré mal gré de Jules Barbier : Florine
- 1849 : Compter sans son hôte d'Augustine Brohan : la duchesse (auteur et interprète)
- 1849 : Le Testament de César de Jules Lacroix et Alexandre Dumas : Cythéris
- 1850 : Trois entr'actes pour l'Amour médecin d'Alexandre Dumas : la Du Parc
- 1850 : Le Carrosse du Saint-Sacrement de Prosper Mérimée : la Périchole
- 1850 : Les Amoureux sans le savoir de Jules Barbier et Michel Carré : Arabelle
- 1852 : Le Cœur et la dot de Félicien Mallefille : Nanon
- 1858 : Le Bourgeois gentilhomme de Molière : Nicole
- 1861 : Les Femmes savantes de Molière : Martine
- Le Jeu de l'amour et du hasard de Marivaux : Lisette

## Publications
- Piécettes, Versailles, Cerf et fils, 297 p., in-8º (lire en ligne sur Gallica).